# Hans Wahlgren
Hans Wahlgren (Helsingborg, 26 giugno 1937 – Norra Lagnö, 10 maggio 2024) è stato un attore e doppiatore svedese.

## Biografia
Hans Wahlgren nacque a Helsingborg il 26 giugno 1937, figlio unico degli attori Ivar Wahlgren e Nina Scenna, nonché nipote di Carl, suo nonno, e di Nils, suo zio, entrambi giuristi.
Il suo debutto cinematografico avvenne nel 1945, nel cortometraggio di Ragnar Falck  och blekansikten .
Morì a Norra Lagnö il 10 maggio 2024 all'età 86 anni dopo un periodo di malattia.

## Vita privata
Fu sposato dal 1962 con l'attrice Christina Schollin con la quale ebbe quattro figli, Peter (banchiere), Niclas (attore), Pernilla (cantante), che gli diede tre nipoti, gli artisti musicali Oliver Ingrosso, Bianca Ingrosso e Benjamin Ingrosso, e infine Linus Wahlgren (attore).

## Filmografia
- Raggare! - film (1959)
- Goda vänner, trogna grannar - regia di Torgny Anderberg (1960)
- Det är hos mig han har varit - regia di Arne Mattsson (1963)

## Doppiaggio
- Lord Rogers in L'incantesimo del lago 3 - Lo scrigno magico
- Stinky Pete in Toy Story 2 - Woody e Buzz alla riscossa
- Generale Rogard in Il gigante di ferro
- Narratore in Pokémon il film - Mewtwo contro Mew
- Professor Oak in Pokémon 2 - La forza di uno
- David Morris  in La fabbrica di cioccolato